# 阮楊惇
阮杨惇（越南语：／，1910年5月1日—1999年），也譯作阮楊敦，越南科學家和政治人物、外交官，曾出任越南國國家教育總長、越南共和國駐意大利公使等職務。

## 生平
阮楊惇1910年5月1日出生於順化陽春下。
1935年，阮楊惇畢業於巴黎大學數學專業。1945年至1946年間，在河內大學擔任數學教授。
1954年至1955年，出任越南國國家教育總長。1955年5月政府改組，改任國家教育暨青年部長。:175-176
後曾任越南共和國駐意大利公使。:196